# Governo della Federazione di Bosnia ed Erzegovina
Il Governo della Federazione di Bosnia ed Erzegovina (bosniaco-croato/serbo: Vlada Federacije Bosne i Hercegovine / Влада Федерације Босне и Херцеговине) è l'organo esecutivo della Federazione di Bosnia ed Erzegovina è composto da 16 ministeri ed è presieduto da Nermin Nikšić.
| Carica         | Funzione                          | Nome                | Partito  |
| -------------- | --------------------------------- | ------------------- | -------- |
| Primo ministro |                                   | Nermin Nikšić       | SDP BiH  |
| Vicepremier    | Finanze                           | Toni Kraljević      | HDZ BiH  |
| Vicepremier    | Sviluppo, impresa e scambi        | Vojin Mijatović     | SDP BiH  |
| Ministro       | Affari Interni                    | Ramo Isak           | [[]]     |
| Ministro       | Giustizia                         | Vedran Škobić       | HDZ BiH  |
| Ministro       | Energia, Miniere e Industria      | Vedran Lakić        | SDP BiH  |
| Ministro       | Trasporti e comunicazioni         | Andrijana Katić     | HDZ BiH  |
| Ministro       | Lavoro e Politiche Sociali        | Adnan Delić         | NiP      |
| Ministro       | Reduci                            | Nedžad Lokmić       | SDP BiH  |
| Ministro       | Dispersi e profughi               | Nerin Dizdar        | SDP BiH  |
| Ministro       | Salute                            | Nediljko Rimac      | HDZ 1990 |
| Ministro       | Educazione e scienze              | Jasna Duraković     | SDP BiH  |
| Ministro       | Cultura e sport                   | Sanja Vlaisavljević | HDZ BiH  |
| Ministro       | Commercio                         | Amir Hasičević      | NS       |
| Ministro       | Pianificazione del territorio     | Željko Nedić        | HDZ BiH  |
| Ministro       | Agricoltura e Politiche forestali | Kemal Hrnjić        | NiP      |
| Ministro       | Ambiente e Turismo                | Nasiha Pozder       | NS       |

## Sito istituzionale
- Governo FBiH, su fbihvlada.gov.ba. URL consultato il 18 ottobre 2011 (archiviato dall'url originale il 27 ottobre 2011).